# محافظة فراي
محافظة فراي (بالتايلاندية: แพร่) (بالإنجليزية: Phrae)‏ هي واحدة من محافظات تايلاند الخمس والسبعين تجاور محافظات فاياو ونان وأوتاراديت وسوكوتاي ولامبانغ.

## الجغرافيا
يعبر نهر الغفران المحافظة وهو من الروافد الرئيسية لنهر نان.

## التقسيمات الادارية
تنقسم المحافظة إلى 8 دائرة داخلية وتنقسم المناطق ل78 منطقة فرعية و645 قرية.
| 1. فر موانج 2. كوانغ رونغ 3. لونغ 4. سونغ مان 5. تشاي دن 6. سونغ | 1. وانغ تشين 2. موانغ نونغ خاي |